# Rebecca Soni
Rebecca Soni (Frehold, Nueva Jersey, 18 de marzo de 1987) es una exnadadora estadounidense especialista en estilo braza. Durante su carrera deportiva ganó seis medallas en Juegos Olímpicos (tres de oro y tres de plata) y 10 medallas en campeonatos mundiales (siete de oro, dos de plata y una de bronce); y fue récord mundial de 100 y 200 metros braza. En enero de 2014 anunció su retiro de la natación.

## Trayectoria

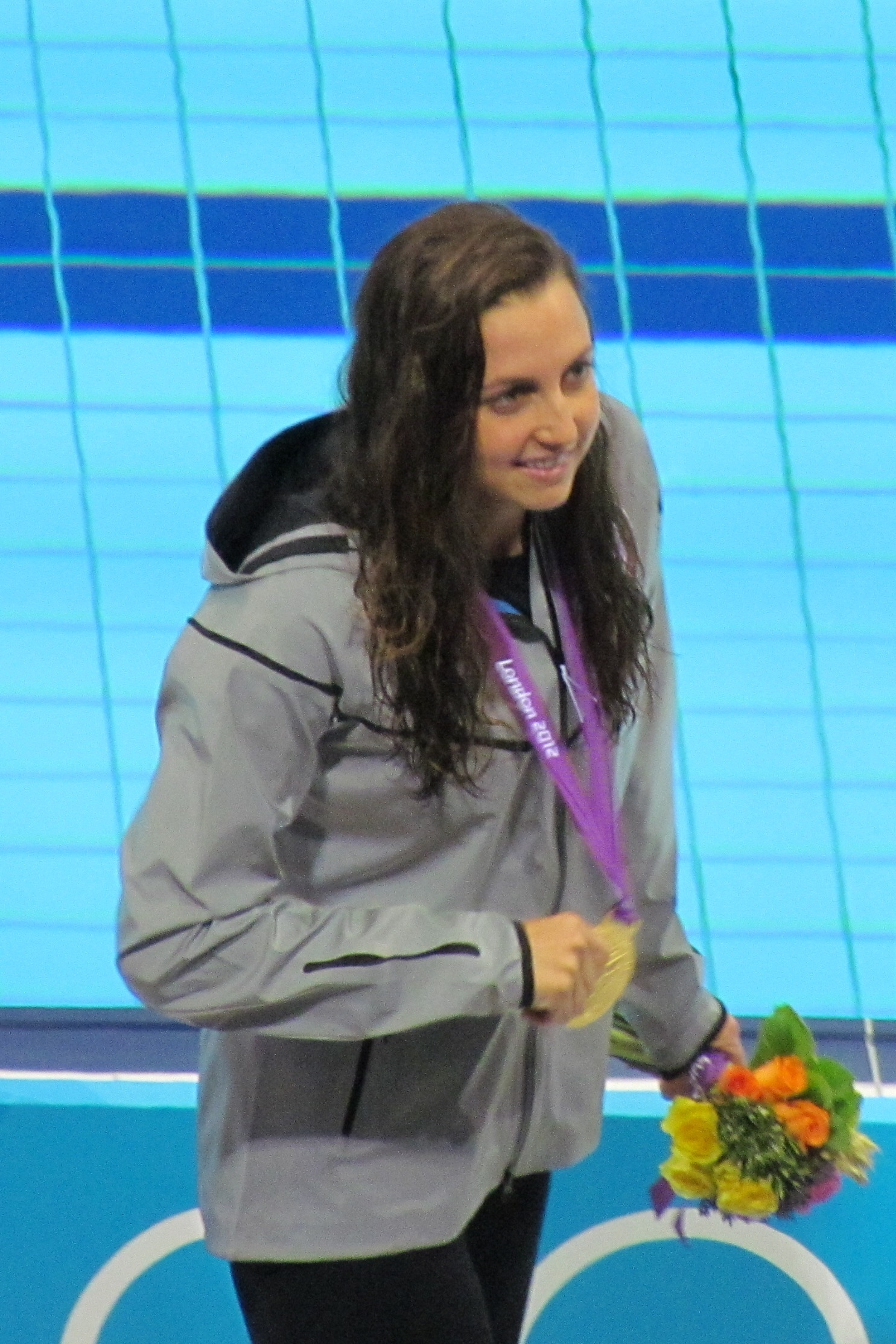
Rebecca Soni en los Juegos Olímpicos de Londres 2012

### Juegos Olímpicos
En las pruebas de clasificación estadounidenses para los Juegos de Pekín 2008, celebradas en Omaha, Nebraska, consiguió la victoria en los 200 metros braza y fue cuarta en los 100 metros braza. Aunque no se clasificó en esta última prueba, fue seleccionada después de que su compatriota Jessica Hardy diera positivo por clembuterol en un control antidopaje poco antes de los Juegos.
En los Juegos Olímpicos de Pekín, Soni se clasificó para disputar la final de los 100 metros braza que se celebró el 12 de agosto, y logró la medalla de plata con 1:06.73, solo por detrás de la australiana Leisel Jones, gran favorita y que se llevó el oro con un nuevo récord olímpico de 1:05.17. El bronce fue para la austriaca de origen croata Mirna Jukic con 1:07.34 El 15 de agosto participó en la final de los 200 metros braza, donde Leisel Jones volvía a partir como favorita. Jones dominó durante la primera parte de la carrera, pero Rebecca Soni la adelantó en el tercer largo y fue cobrando cada vez mayor ventaja. Finalmente la americana se llevó la medalla de oro batiendo el récord mundial con 2:20.22. Leisel Jones fue medalla de plata con 2:22.05 y la noruega Sara Nordenstam se llevó el bronce con 2:23.02
En los Juegos Olímpicos de Londres 2012, Rebecca disputó la final de los 100 metros braza el 30 de julio, y logró la medalla de plata con un tiempo de 1:05.55, solo por detrás de la lituana Ruta Meilutyte. El 2 de agosto Soni nadó la final de los 200 metros braza consiguiendo la medalla de oro y además el récord mundial  con un tiempo de 2:19.59. El 4 de agosto disputó su tercera final en Londres 2012, los 4 x 100 metros estilos, donde el equipo de los Estados Unidos logró el oro y el récord mundial con un tiempo de 3:52.05, Rebecca nadó la segunda posta.

### Campeonatos mundiales
En el Campeonato Mundial de Natación de Roma (Italia) que se celebró del 19 de julio al 2 de agosto de 2009, Rebecca consiguió dos medallas, una de oro en 100 m braza con un tiempo de 1:04.94 y una medalla de plata en 50 m braza por detrás de la nadadora rusa Yulia Efimova con un crono de 30,11s.
El X Campeonato Mundial de Natación en Piscina Corta se celebró en Dubái (EAU) entre el 15 y el 19 de diciembre de 2010 Rebecca Soni gana 4 medallas, 3 de oro y 1 de plata. Los oros fueron en 50 m braza con un tiempo de 29,83s. 100 m braza que finalizó en 1:03.98 y 200 m braza ganada con un crono de 2:16.39. La medalla de plata fue en el relevo 4 x 100 de Estados Unidos 3:48,36 donde Soni nado en la segunda posta.
El XIV Campeonato Mundial de Natación se celebró en Shanghái (China) entre el 16 y el 31 de julio de 2011 y en el que Rebecca Soni logró 4 medallas, 3 de oro y 1 de bronce. El bronce fue en 50 m braza por detrás de Jessica Hardy y Yulia Efimova Soni terminó la carrera en un crono de 30,58s. Los oros fueron en 100 m braza en un tiempo de 1:05,05, en la prueba de 200 m braza con un crono de 2:21,47 y en el relevo 4 x 100 metros estilos, donde Rebecca Soni nadó en la segunda posta del relevo de Estados Unidos que ganó con un crono de 3:52,36

## Récords mundiales
| Número. | Distancia       | Tiempo  | Evento                                   | Edad |
| ------- | --------------- | ------- | ---------------------------------------- | ---- |
| 1       | 200 m Braza     | 2:20.22 | Juegos Olímpicos de Pekín 2008           | 21   |
| 2       | 100 m Braza     | 1:04.84 | Campeonato Mundial de Natación Roma 2009 | 22   |
| 3       | 200 m Braza     | 2:20.00 | Juegos Olímpicos de Londres 2012         | 25   |
| 4       | 200 m Braza     | 2:19.59 | Juegos Olímpicos de Londres 2012         | 25   |
| 5       | 4×100 m Estilos | 3:52.05 | Juegos Olímpicos de Londres 2012         | 25   |

## Vida personal
Rebecca Soni vive en Manhattan Beach, California. Se graduó en la Universidad del Sur de California y pertenece al club de natación Trojan Swin Club, su entrenador es Dave Salo. Rebecca fue elegida la Nadadora Estadounidense de los años 2009 y 2010 y la nadadora Mundial del Año 2010.